# منقار النجار

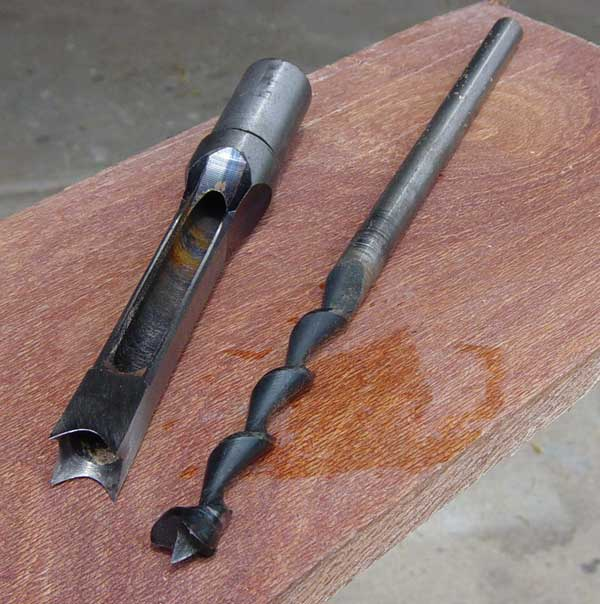

مِنقار النجار هي آلة نجارة متخصصة تستخدم لشقب ثقوب مربعة أو مستطيلة في قطعة من الخشب.